# Pietro di Toledo (traduttore)
Pietro di Toledo (Toledo, 1100 circa – 1160 circa) è stato un teologo, arabista e traduttore spagnolo.
Fu uno dei membri dell’equipe che preparò la prima traduzione latina del Corano (la c.d. Lex Mahumet pseudoprophete). 

## Biografia
Sebbene non si sappia molto della sua vita, dalla sua conoscenza dell'arabo si presume che sia stato un Mozarabo. La sua attività di traduttore suggerisce che lavorò alla Scuola di traduttori di Toledo, promossa dall'arcivescovo di Toledo, Francis Raymond de Sauvetât. Le carenze della sua traduzione dell'Apologia di Al-Kindi mettono in evidenza che la sua conoscenza dell'arabo classico era limitata.

### Attività di traduttore
Nel 1142, Pietro il Venerabile visitò la Spagna e reclutò una squadra di traduttori che dovevano tradurre cinque testi arabi, incluso il Corano. Il lavoro di traduzione proseguì per tutto il biennio 1142-3. Sembra che Pietro di Toledo sia stato il principale traduttore della sola Apologia di al-Kindy,, ma svolse un ruolo chiave nel progetto nel suo complesso, collaborando con altri tre arabisti, l'inglese Roberto di Ketton, il dalmata Ermanno di Carinzia e un musulmano di nome Mohammed. Il latinista Pietro di Poitiers, si occupò della revisione stilistica del testo latino.